# Радуль-Затуловский, Яков Борисович
Я́ков Бори́сович Раду́ль-Затуло́вский (1903—1987) — советский востоковед, специалист по истории японской и китайской философии, в частности, распространения конфуцианства в Японии (единственная работа на русском языке) и японской материалистической мысли. Кандидат философских наук, доктор исторических наук, профессор.

## Биография
Происходил из рабочей семьи. С 1918 года вступил в Красную армию, давал уроки грамоты в Киевском полку связи. В 1920 году организовал школу при Фастовском райкоме комсомола, где и преподавал. В 1921—1925 годах работал в политшколе ЧК (ОГПУ), в 1924 году поступил на факультет права Киевского института народного хозяйства. На втором курсе заинтересовался китайской и японской философией, начал самостоятельное изучение китайского языка, получая пособия и книги из Дальневосточного университета. В 1928 году окончил высшее образование, работал профессором философии в киевских сельскохозяйственном и кооперативном институтах. В 1930 году добился направления на учёбу в Московский институт востоковедения, где был зачислен в аспирантуру при японской кафедре. В 1931 году перевёлся в Ленинград в ИВ АН СССР, где был вынужден вновь сдать экзамены. Работал под руководством Н. И. Конрада и Н. А. Невского. Аспирантуру окончил в 1936 году, в это же время преподавал диамат по кафедре философии АН СССР. 4 декабря 1936 года защитил диссертацию «Учение Конфуция в современной японской философии» на соискание степени кандидата философских наук. Зачислен в штат Института востоковедения, в 1937 году начал чтение курсов по истории китайской и японской философии на Восточном факультете ЛГУ.
В 1930-х участвовал в кампании, направленной против издания книг международной серии «Bibliotheca Buddhica». Заявлял, что «продолжение издания серии „Библиотека Буддика“ в настоящем её виде дело политически вредное. Обслуживать буддистов теологическими текстами <…> не к лицу Академии наук СССР» и делал вывод: «издание „Библиотека Буддика“ прекратить». Во время проработок 1938 года резко выразился о работах В. М. Алексеева.
В 1938 году на Всесоюзном конкурсе работ молодых учёных, Я. Радуль-Затуловский получил первую премию за статью
«Образцы фашистской модификации конфуцианства». В августе 1941 году с частью штата Института востоковедения был эвакуирован в Ташкент (к тому времени он был признан инвалидом 2-й группы). Был зачислен научным сотрудником Узбекского филиала АН СССР, заведовал японо-корейским кабинетом, преподавал аспирантам и сотрудникам филиала диамат и историю философии. 4 июля 1942 года защитил диссертацию «История материалистических идей в Японии в XVII—XIX вв.» на степень доктора исторических наук. В 1945 году вернулся в Ленинград, работал совместителем в Публичной библиотеке. Награждён медалью «За доблестный труд в Великой Отечественной войне 1941—1945 годов».
С 1946 года возобновил работу на Восточном факультете, в 1947 году присвоено звание профессора. Выход в свет труда «Конфуцианство и его распространение в Японии» вызвал разгромную критику Г. Ф. Александрова на страницах журнала «Вопросы философии» в 1948 году. Заступничество Н. И. Конрада не помогло: резолюция АН СССР от 6 апреля 1949 года «О борьбе с буржуазным космополитизмом в востоковедной науке» приводила работы Я. Б. Радуль-Затуловского как «пример раболепия перед иностранщиной». За «методологическую порочность» он был уволен из ИВ АН СССР в 1950 году. Увольнение он, судя по сохранившейся личной переписке, переживал очень тяжело. В послании 20 сентября 1950 года вице-президенту АН СССР В. П. Волгину Я Б. Радуль-Затуловский писал:

Отчисление было сделано так, как будто я не живой человек, коммунист и учёный в столь трудной и специфически сложной области науки, а покойник, которого списывают за смертью.
15 июня 1953 года учёный попытался обратиться к Н. С. Хрущёву с просьбой содействовать восстановлению в штате ИВ АН СССР. Письмо сохранилось в Архиве академии наук, однако реакции на него не последовало.
В 1948 и 1949 годах Яков Борисович временно работал в Публичной библиотеке, в 1950 году переведён в штат. После создания Отдела литературы на языках народов Востока, Радуль-Затуловский стал его первым заведующим (1952). В 1956 году принят в штат Института философии АН СССР (Ленинградский сектор) в отдел философской мысли народов Востока. В 1960—1970-х годах писал статьи для «Философской энциклопедии», в 1972 году опубликовал работу «Из истории материалистических идей в Японии в XVII — первой половине XIX в.», которая была переведена на японский язык и дважды переиздавалась в Японии. В последние годы жизни занимался японским буддизмом.
Был женат на биологе и библиографе Юлии Петровне Нюкше. После кончины в 1987 году был похоронен в Колпино.

## Основные работы
- Материалистическая философия Ито Дзинсай (1627—1705) // Советское востоковедение. М.-Л., 1941. № 11. С. 53—80.
- Конфуцианство и его распространение в Японии. М.-Л.: Изд-во АН СССР, 1947. — 451 с.
- Материалистическая философия Накаэ Тёмин // Советское востоковедение, 1949. № 6.
- Дай Чжэнь — выдающийся китайский просветитель // Вопросы философии. 1954. № 4. С. 119—128.
- Великий китайский атеист Фань Чжэнь // Ежегодник Музея истории религии и атеизма. I. М.-Л., 1957.
- Андо Сёэки. Философ-материалист XVIII в. М.: Изд-во восточной литературы, 1961. — 212 с.
- Из истории материалистических идей в Японии. М.: Наука, 1972. — 290 с.